# Кассель, Зелиг
Зелиг Кассель (после перехода в протестантство — Паулюс Стефанус (Павел Стефан Кассель)) (нем. Paulus Stephanus Cassel; 27 февраля 1821, Глогау, Силезия — 23 декабря 1892, Берлин, Германская империя) — немецкий историк, богослов, публицист, журналист и проповедник.

## Биография
Сын еврейского скульптора Хирша Касселя. Брат гебраиста Давида Касселя. Изучал философию и историю в университете Берлина у историка Леопольда фон Ранке и известного талмудиста Якова Иосифа Эттингера. Получил диплом на звание раввина.
В 1840-е годы был ревностным приверженцем ортодоксального лагеря и боролся против реформистских тенденций. Первой значительной его работой был обзор истории евреев, помещенный в «Allgemeine Encyclopädie» Эрша и Грубера (Sektion II, т. 27, 1—238, 1850), хороший для того времени очерк по политической, социальной и экономической истории евреев. Работа Касселя встретила сочувствие среди специалистов. Оставив научную деятельность, он стал редактировать в Эрфурте газету «Erfurter Zeitung» (1850—1856).
В 1855 году принял христианство (лютеранство). Вернувшись в Берлин, с 1868 г. стал проповедником в церкви, сооруженной с миссионерскими целями для него английскими коллегами и имел большой успех как проповедник. Когда в 1878 г. вспыхнуло антисемитское движение, Кассель резко выступил против придворного проповедника Адольфа Штеккера.
Был членом прусской палаты депутатов, принадлежал к консервативной партии. Работал библиотекарем Королевской библиотеки в Эрфурте. Был секретарём Эрфуртской академии, получил звание профессора.
Автор многих работ по истории религии, создатель своеобразной символической мистики, приукрашенной модернизмом.

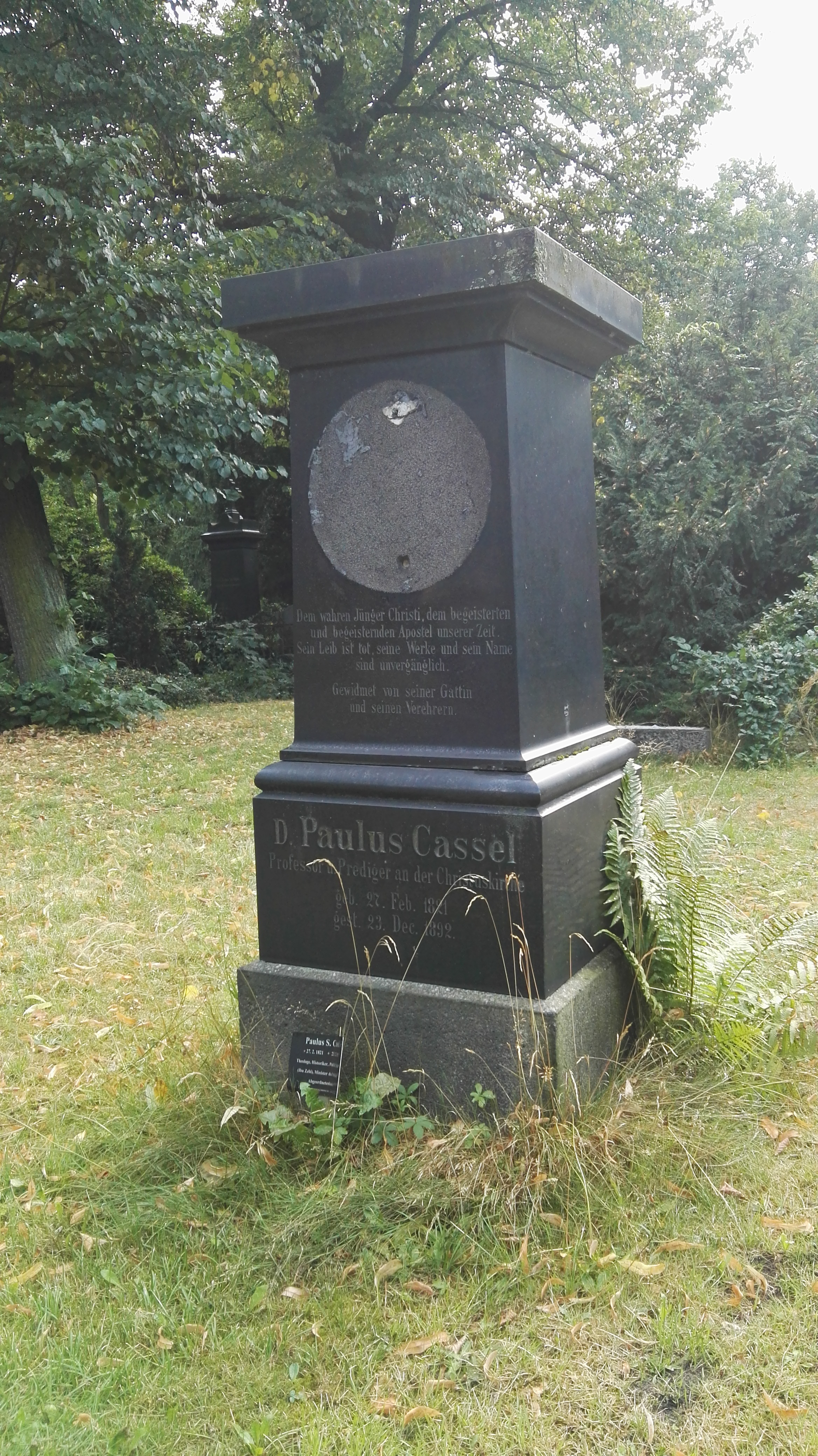
Памятник на могиле Касселя в Берлине

Главные труды его: «История евреев» от разрушения Иерусалима до 1847 года (статья «Juden», в «Всеобщей энциклопедии науки и искусства» Эрша и Грубера, II, т. 27, Лпц., 1851); «Weihnachten, Ursprung, Bräuche und Aberglauben» (там же, 1862); «Kaiser- und Königsthrone in Geschichte, Symbol und Sage» (1874); «Vom Nil zum Ganges» (1880); «Die Symbolik des Blutes» (1882); «Fredegunde. Eine Novelle in Briefen» (Лпц., 1885); «Aus Litteratur und Symbolik» (1884); «Aus Litteratur und Geschichte» (1885); «Friedrich Wilhelm II» (Гота, 1886); «Zoroaster, sein Name und siene Zeit» (Берл., 1886); «Die Bücher der Richter und Ruth»(в «Bibelwerk» Ланге, Билефельд, 1865, 1887); «Das Evangelium der Söhne Zebedaei» (1870, 1878); «Das Buch Esther» (1878); «Christl. Sittenlehre. Eine Auslegung des Briefes Pauli an Titus» (1880); «Die Hochzeit zu Kana» (1883); «988, eine Erinnerung an das 900 jährige Jubiläum der russischen Kirche» (1888). В 1890 г. он выпустил сборник статей «Аlеtheia».
Его брошюра против подлинности письма хазарского царя Иосифа была опровергнута в журнале «Russische Revue», 1877. В 1890 г. появилось собрание сочинений Касселя. Против антисемитского движения написал «Wider Heinrich von Treitschke» (1880) и «Ahasverus, die Sage vom ewigen Juden» (1885, 1887).